# Das Reisebüro Thompson & Co.

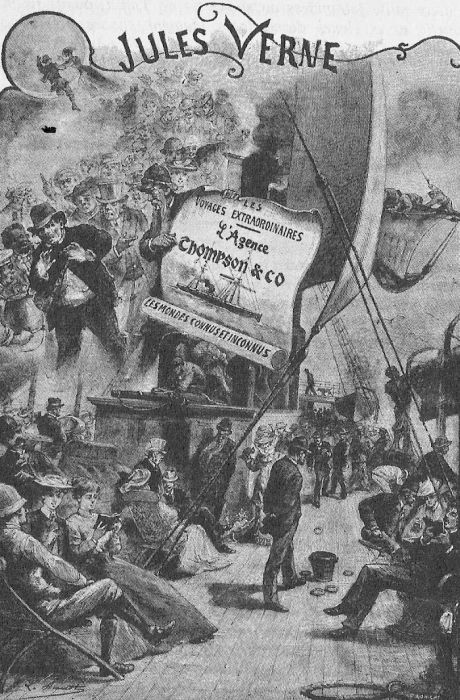
Titelseite der französischen Originalausgabe mit einer Illustration des Zeichners Léon Benett

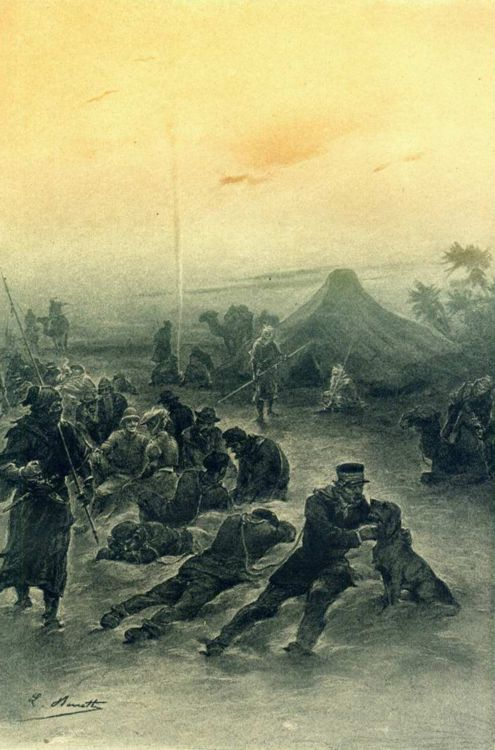
Illustration aus dem Roman von dem Zeichner Leon Benett

Das Reisebüro Thompson & Co. ist ein Roman, der dem französischen Schriftsteller Jules Verne zugeschrieben wird. Der Roman wurde erstmals 1907 in zwei Bänden von dem Verlag Pierre-Jules Hetzel unter dem französischen Titel L´Agence Thompson and Co. veröffentlicht; die erste deutsche Übersetzung erschien 1908.
Das Reisebüro Thompson & Co. ist eines der letzten Werke Jules Vernes; der Roman wurde erst posthum veröffentlicht. Es ist nicht bekannt, wie viel Jules Verne vor seinem Tod selbst schrieb und welchen Anteil sein Sohn Michel Verne, der die nicht von Jules Verne vor seinem Tod vollendeten Werke beendete, an dem Buch hat; es kann auch sein, dass Michel Verne das Buch komplett selbst schrieb. Nach Aussagen des Biographen Volker Dehs wurden beide Bände von Michel Verne geschrieben.

## Handlung
Der verarmte Sprachlehrer Robert Morgan wird von dem Reisebüro Baker & Co. für eine Kreuzfahrt von England zu den kanarischen Inseln engagiert. Das Reisebüro Thompson & Co. bietet jedoch die gleiche Reise an, allerdings preiswerter als Baker & Co. Die beiden Konkurrenten versuchen, sich gegenseitig im Preis zu unterbieten. Thompson & Co. gewinnt den Preiskrieg, Baker & Co. muss die Reise absagen; der Geschäftsführer empfiehlt Morgan seine Dienste dem Reisebüro Thompson & Co. anzubieten.
So kommt es, dass Morgan seinen Dienst als sprachkundiger Führer auf dem Dampfschiff Seamew antritt. Thompson hat ein Dampfschiff mit 70 Kabinen gechartert, das zusätzlich mit einer Segeltakelage versehen ist. Mit an Bord ist neben mehr als 100 Touristen Mr. Thompson, der Inhaber des Reisebüros Thompson & Co. Im Laufe der Reise stellt sich heraus, dass Mr. Thompson weder die Kreuzfahrt noch die Landausflüge organisiert hat. Die Verpflegung an Bord der Seamew wird immer schlechter je länger die Reise dauert. Die Landausflüge müssen von Mr. Thompson mit Morgans Unterstützung vor Ort organisiert werden. Der erste Band schildert die Erlebnisse der Reisenden auf den Azoren und Madeira sowie den Beginn der Liebesgeschichte zwischen Morgan und der 23-jährigen Passagierin und Witwe Alice Lindsay. Deren Leben wird darüber hinaus von ihrem Schwager und abgewiesenen Verehrer Jack Lindsay bedroht. Morgan rettet Alice Lindsay und zieht sich dadurch seinerseits den Zorn von Jack Lindsay zu.
Im zweiten Band führt die Reise nach Gran Canaria und nach Teneriffa, wo die Reisenden den Teide besteigen. Auf der Heimfahrt nach England fällt die Dampfmaschine der Seamew aus; das Schiff kann nur noch mit Hilfe seiner Segel weiterfahren. Vor den kapverdischen Inseln sinkt die altersschwache Seamew, die Reisenden können sich jedoch an Land retten. Das ist jedoch nur der Beginn einer Reihe von Abenteuern, die die Reisegesellschaft nach Afrika führt. Morgan meldet sich freiwillig um in einer nahe gelegenen französischen Niederlassung Hilfe zu holen. Dabei wird er auf den Weg dahin von Jack mit einer Kugel niedergestreckt. Gleichzeitig hetzt der Verräter einen nahe lagernden Stamm von Beduinen auf, die sich hohe Lösegelder für die Freilassung der von ihnen entführten Schiffbrüchigen erhoffen. Die in das Landesinnere in Richtung der Stadt Timbuktu entführten Reisenden werden von französischer Kavallerie befreit. Diese wurde von Morgan alarmiert, der, obwohl er schwer verletzt war, Hilfe holen konnte. Während der Befreiung stirbt als einziger Jack Lindsay, der von einer verirrten Kugel getroffen wird. Am Ende ist unter anderem Morgan mit Alice Lindsay vereint. Es stellt sich heraus, dass Baker ebenfalls unter einem Decknamen an der Reise teilgenommen hat. Dem Reiseveranstalter Thompson hetzen sein Widersacher Baker und andere Reisende Anwälte auf den Hals, doch der gewitzte Thompson kann sich durch den Konkurs seines Unternehmens aus der Affäre ziehen.

## Deutschsprachige Übersetzungen
- Das Reisebureau Thompson und Comp. Bekannte und unbekannte Welten – Abenteuerliche Reisen, Band 91 und 92. A. Hartleben’s Verlag, Wien und Leipzig 1909 – kein Übersetzer angegeben
- Reisebüro Thompson & Co. Collection Jules Verne Band 92 und 93. Pawlak Taschenbuchverlag, Berlin und Herrsching 1984; ISBN 3-8224-1092-6 (Band 1) und ISBN 3-8224-1093-4 (Band 2) – ungekürzter, jedoch bearbeiteter Nachdruck der Hartleben-Ausgabe ohne Abbildungen